# Помрачење месеца (представа)
Помрачење месеца је позоришна представа инспирисана филмом "Савршени странци" Паола Ђеновезеа, у режији Матеје Јовановића, према тексту Станиславе Вељашевић и Николе Масала. Представа је прва продукција Културно-уметничког удружења младих (КУУМ). 
Асистент режије је Јована Недељковић, сценографију потписује Ана Маринковић, а оригиналну музику компоновале су Анђелина и Кристина Рујевић. Организатор представе је Божидар Липовац.  
Премијера је заказана за 28. март 2025. године у Театру ВУК у Београду.  

## Сиже
Група блиских пријатеља окупља се на вечери током помрачења месеца и одлучују да играју необичну игру – све поруке и позиве које добију морају гласно прочитати пред осталима. Оно што почиње као безазлена забава убрзо постаје опасно разоткривање тајни које ће заувек променити њихове односе.  

## Улоге
| Глумац           | Улога  |
| ---------------- | ------ |
| Лука Драгојловић | Рале   |
| Оливера Николић  | Ема    |
| Матеја Пјановић  | Лаки   |
| Уна Нинић        | Каћа   |
| Алекса Сузић     | Пера   |
| Маша Котаранин   | Бранка |
| Никола Ђокић     | Коста  |
| Никола Масал     | Чеда   |